# Dendrodoris albopurpura
Dendrodoris albopurpura is een slakkensoort uit de familie van de Dendrodorididae. De wetenschappelijke naam van de soort is voor het eerst geldig gepubliceerd in 1957 door Burn.